# Tetraloniella brevifellator
Tetraloniella brevifellator là một loài Hymenoptera trong họ Apidae. Loài này được LaBerge mô tả khoa học năm 1957.